# Diplopodiidae
De Diplopodiidae zijn een familie van uitgestorven zee-egels (Echinoidea) uit de orde Phymosomatoida.

## Geslachten
- Diplopodia McCoy, 1848 †
- Jaubertisoma Vadet, Nicolleau & Reboul, 2010 †
- Strictotiara Lambert & Thiéry, 1925 †
- Tetragramma L. Agassiz, 1838 †
- Tiaromma Pomel, 1883 †